# Liste des évêques et archevêques de Capoue
Liste des évêques et archevêques de l'archidiocèse de Capoue :

## Évêques
- Saint Prisce (42 - 66)
- Saint Sinoto ?  (66 - 80)
- Saint Rufin / Ruf /Rufus ?  (80 - 83)
- Saint Quarto ?  (83 - 117)
- Saint Agostino di Capua ?  (252 - 260)
- Saint Quint ?  (260 - 271)
- Saint Aristeo ?  (300 - 303)
- Proterio  (304 - 326)
- Vincenzo  (337 - 365)
- Panfilo  (385 - 409)
- Saint Rufin /Ruf / Rufus (410 - 420)
- Saint Simmaco (422 - 440)
- Saint Prisce II  (440 - 460)
- Tribuzio  (461 - 483)
- Costantin  (483 - 499)
- Alexandre  (500 - 516)
- Saint Germain de Capoue (516 - 540)
- Saint Victor  (541 - 554)
- Saint Probino  (570 - 572)
- Fesro  (590 - 594)
- Basil  (595 - 605)
- Gaudioso  (649 - 660)
- Saint Decoroso  (660 - 689)
- Saint Vitaliano (693 - 718)
- Autari  (719 - 726)
- Ambrogio  (740 - 744)
- Théodore ?
- Étienne  (773 - 795)
- Radelperto (824 - 835)
- Saint Paulin  (835 - 843)
- Landulfo Ier  (843 - 879)
- Landulfo II le Jeune  (879 - 882)
- Pierre  (925)
- Sicone  (943)
- Adeiperto  (944)

## Archevêques
- Jean  (966 - 973), premier archevêque de Capoue
- Léon (973 - 978
- Gerberto  (978 - 980)
- Atenolfo  (981 - 990)
- Aione  (993 - 993)
- Isembardo  (993 - 1007)
- Pandolfo  (1007 - 1020)
- Atenolfo II  (1022 - 1059)
- Nicetoro ?
- Ildebrando  (1059 - 1073)
- Erveo  (1073 - 1088)
- Robert  (1088 - 1097)
- Senne  (1118 - 1127)
- Otton (1118 - 1127)
- Philippe ?
- Hugues  (1129 - 1135)
- Guillaume  (1135)
- Geoffroi Le Roux (1147 - 1157)
- Alfano di Camerota  (1157 - 1183)
- Matthieu (1183 - 1203)
- Rinaldo de Celano (1203 - 1218)
- Rinaldo II Gentile 1218 - 1222
- Sede vacante (1222–1225)
  - Giacomo di Patti  1225 - 1227
- Giacomo d'Amalfi  1227 - 1242
- Marino Filomarino 1252 -  1285
- Cinzio della Pigna  1286 - 1290
- Salimbene 1291 - 1295)
- Pietro Gerra  (1296 - 1299
- Leonardo Patrasso 1299 - 1300
- Albert 1300 - 1300
- Dorricomino Ingeraimo  1300 - 1300)
- Giovanni di Capua  1301 - 1304
- André Pandone  1304 -  1311
- Ingeranno Stalla  1312 - 1333
- Rinardo di Ruggiero  1334 - 1350
- Vasino Rolando (1350 - 1351
- Giovanni della Porta  (1352 - 1357
  - Alberto Albertini 1357 - 1358) (administrateur apostolique)
- Reginaldo 1358 - 1364
- Stefano della Sanità  - 1380
- Luigi della Ratta 1380 - 1381
- Attanasio Vindacio 1382 - 1406
- Filippo De Barillis  1406 - 1435
- Niccolò d'Acciapaccio 1435 - 1447
- Giordano Gaetano       1447 -  1496
- Juan de Borja Llançol de Romani (1496 - 1498
- Juan López 1498 -  1501
- Giovanni Battista Ferrari 1501 -  1502
  -  Ippolito d'Este 1502 -  1520  (administrateur apostolique)
- Nikolaus von Schönberg 1520 -  1536
- Tommaso Caracciolo  1536 - 1546
  - Niccolò Caetani di Sermoneta 1546 - 1548  (administrateur apostolique)
- Fabio Arcella 1549 - 1560
  - Niccolò Caetani di Sermoneta 1560 - 1572  (administrateur apostolique)
- Cesare Costa  1572 -  1602
- Saint Robert Bellarmin 1602 -  1605
- Antonio Caetani 1605 -  1624
- Luigi Caetani 1624  -  1627
- Girolamo Costanzo 1627 -  1633
- Girolamo de Franchis 1634- 1635
- Camillo Melzi 1636 -  1659
- Antonio Melzi 1661 -  1686
- Gasparo Cavalieri 1687 -  1690
- Giacomo Cantelmo 1690 - [ 1691
- Giuseppe Bologna 1692 - 1695)
- Carlo Loffredo 1698 - 1701
- Niccolò Caracciolo 1703 -  1728
- Mondilio Orsini 1728 - 1743
- Giuseppe Maria Ruffo 1744 -  1754
- Muzio Gaeta  1754 -  1764
- Michele Maria Capece Galeota   1764 - 1777
- Adelelmo Gennaro Pignatelli (1777 - 1781
  - Siège vacant (1781-1792)
- Agostino Gervasio 1792 - 1806
  - Sede vacante (1806-1818)
- Baldassarre Mormile 1818 - 1826
- Francesco Serra-Cassano 1826  -  1850
- Giuseppe Cosenza 1850 -  1863
  - Siège vacant (1863-1871)
- Francesco Saverio Apuzzo 1871 -  1880
- Alfonso Capecelatro di Castelpagano 1880 -  1912
- Gennaro Cosenza  1913 - 1930
- Salvatore Beccarini 1930 - 1962
- Tommaso Leonetti 1962 - 1978
- Luigi Diligenza 1978 - 1997
- Bruno Schettino 1997 - †2012
- Salvatore Visco 2013 - 2023
- Pietro Lagnese (it) depuis 2023